# Коніти
Коніти (пол. Konity, нім. Konitten) — село в Польщі, у гміні Ківіти Лідзбарського повіту Вармінсько-Мазурського воєводства.
Населення — 55 осіб (2011).
У 1975-1998 роках село належало до Ольштинського воєводства.

## Демографія
Демографічна структура станом на 31 березня 2011 року:
|          | Загалом | Допрацездатний вік | Працездатний вік | Постпрацездатний вік |
| -------- | ------- | ------------------ | ---------------- | -------------------- |
| Чоловіки | 28      | 7                  | 17               | 4                    |
| Жінки    | 27      | 4                  | 14               | 9                    |
| Разом    | 55      | 11                 | 31               | 13                   |